# Leporinus spilopleura
Leporinus spilopleura är en fiskart som beskrevs av Norman 1926. Leporinus spilopleura ingår i släktet Leporinus och familjen Anostomidae. Inga underarter finns listade i Catalogue of Life.